# Martirio e trasporto del corpo decapitato di san Cristoforo
Il Martirio e trasporto del corpo decapitato di san Cristoforo è un affresco staccato di Andrea Mantegna (base 664 cm) della cappella Ovetari nella chiesa degli Eremitani a Padova, databile al 1454-1457. A partire da questa prova le architetture dipinte da Mantegna acquistarono un tratto illusionistico che fu una delle caratteristiche base di tutta la sua produzione.

## Storia
La cappella Ovetari fu una delle prime commissioni importanti del giovanissimo Andrea Mantegna, che venne incaricato di decorarla ad affresco assieme ad altri artisti fin dal 1448, quando appena diciassettenne si era affrancato dal suo maestro Francesco Squarcione. 

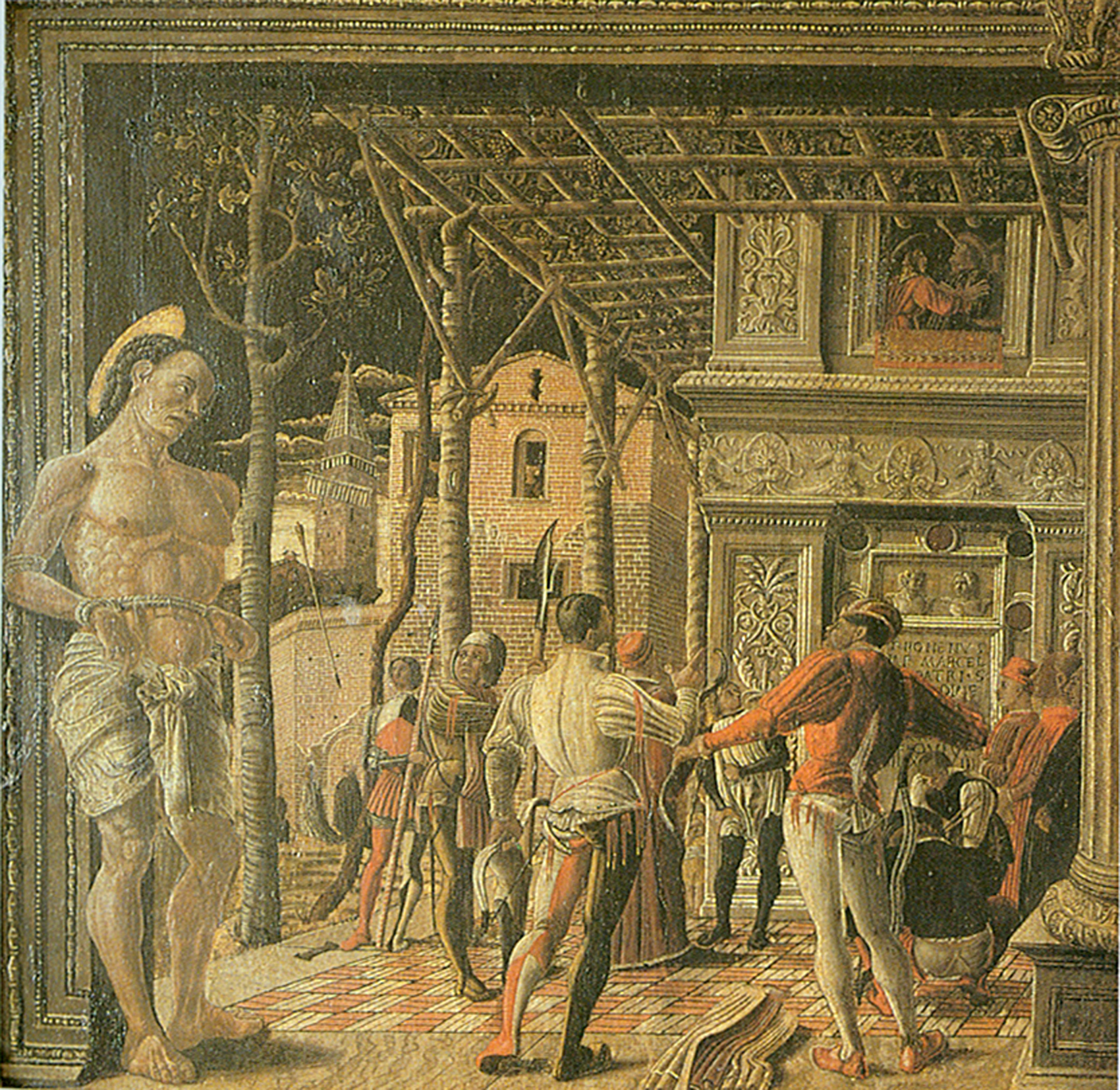
Martirio di san Cristoforo, copia del museo Jacquemart-André

Tra alterne vicende la decorazione proseguì per ben nove anni. Nel 1453, dopo la morte di Nicolò Pizzolo, a Mantegna venne affidata anche la decorazione dell'abside con l'Assunzione, già riservata al Pizzolo, e il completamento del registro inferiore delle Storie di san Cristoforo, già affidate agli emiliani Bono da Ferrara e Ansuino da Forlì. Mantegna vi lavorò per un periodo imprecisato, ma comunque entro il 1457, data del completamento dei lavori. 
Verso il 1880 vennero staccate dalle pareti della cappella due scene particolarmente danneggiate, l'Assunzione e il Martirio e trasporto. Durante la seconda guerra mondiale questi affreschi staccati vennero precauzionalmente ricoverati altrove, salvandoli così dalla distruzione: l'11 marzo 1944 infatti la chiesa degli Eremitani veniva bombardata, distruggendo gli affreschi in loco. 
Più recentemente, gli affreschi superstiti, assieme ai pochi frammenti salvatisi montati su copie fotostatiche d'epoca, sono stati ricollocati in loco e restaurati.

## Descrizione e stile
I due episodi del Martirio e del Trasporto sono raffigurati unitariamente, come se avvenissero in contemporanea in una medesima piazza cittadina, separati solo da un'alta colonna che regge un pergolato scorciato in profondità. Lo spazio, dominato da un palazzo ornato con lapidi antiche, è stupefacentemente vasto, arioso e organizzato razionalmente secondo le regole della prospettiva, che all'epoca Mantegna dominava già alla perfezione. In una piazza curatissima nei dettagli e ricca di decorazioni all'antica (archi, colonne, rilievi, medaglioni, iscrizioni in lettere capitali romane), la parte inferiore, quasi illeggibile, è occupata da numerosi personaggi, mentre in quella superiore spiccano gli edifici, dove talvolta si aprono finestre dove si affacciano personaggi che fanno parte degli avvenimenti.

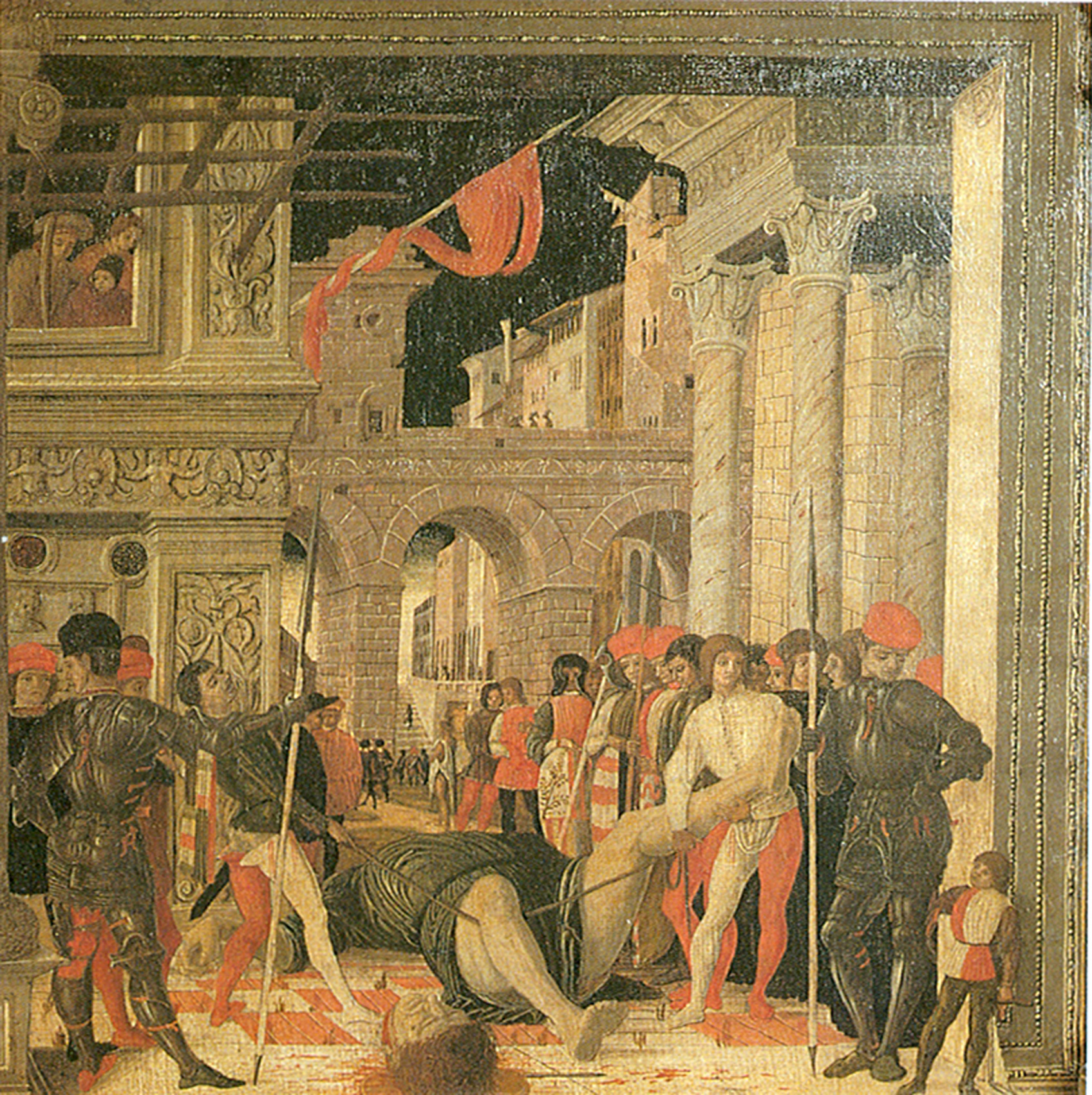
Trasporto del corpo di san Cristoforo, copia del museo Jacquemart-André

Per esempio nel Martirio il santo legato e circondato dai carnefici giganteggia all'estrema sinistra oltre il pilastro laterale, come se si proiettasse verso lo spettatore coinvolgendolo nella narrazione (questa parte è oggi quasi illeggibile, ma riconoscibile in copie antiche dell'affresco, come quella al Museo Jacquemart-André di Parigi). Le frecce, anziché colpire il prigioniero, deviano miracolosamente da ogni parte: una va perfino a conficcarsi nell'occhio del tiranno Danno, re di Samo affacciato alla finestra, che aveva ordinato l'esecuzione. Il dettaglio drammatico del tiranno colpito, ben conservato, è tra le più celebri dell'intero ciclo. Secondo la leggenda Cristoforo venne poi decapitato, ma il suo sangue guarì il tiranno che si convertì poi al Cristianesimo.
Il Trasporto del corpo del santo occupa invece la parte destra, con un corteo di uomini che cercano di spostare l'enorme cadavere: si nota ancora oggi bene un personaggio che ne solleva una gamba. La scena è impostata in diagonale, su una linea di forza che attraversa la gamba, il soldato a destra e che si riallaccia alla fuga prospettica dell'architettura. L'uso di un punto di vista ribassato permette di collocare il corpo del santo in scorcio e di dilatare lo spazio illusorio.
In generale le figure, tratte anche dall'osservazione quotidiana, sono più sciolte e psicologicamente individuate che negli affreschi precedenti, con forme più morbide, che suggeriscono l'influenza della pittura veneziana, in particolare di Giovanni Bellini, del quale dopotutto Mantegna aveva sposato la sorella Nicolosia Bellini nel 1454. Nei personaggi di contorno, i contemporanei riconobbero figure illustri dell'epoca.